# يوهان جوتفريد هردر
يوهان جوتفريد هردر (بالألمانية: Johann Gottfried Herder)، هو كاتب وشاعر وفيلسوف وناقد ولاهوتي ألماني. ولد عام 1744 في موراغ، ومات في عام 1803 في فايمار. كان والده قائد موسيقى كنسية وينتمي إلى الحركة التقوية، ودرس هردر في الفترة بين 1762 و1764 الطب وعلوم الدين والفلسفة في جامعة كونيغسبرغ، حيث خضع هناك لتأثير كل من كانط وهامان. وفي الفترة من 1764 حتى 1769 عمل مدرساً وواعظاً في مدينة ريغا. وفي عام 1769 قام هردر برحلة بحرية إلى نانت، وأدت هذه الرحلة إلى تحوله من الإيمان بحركة التنوير إلى اقتناعه التام بحركة العاصفة والدفع كما اعترف هو نفسه. تعرف على غوته، وكان صديقاً لكل من جان باول وفيلاند.

## سيرة حياته
ولد هردر في مدينه مورينجن (المعروفة الآن باسم موراغ، بولندا) في مملكة بروسيا (في دوقية بروسيا سابقًا)، نشأ في أسرة فقيرة، وثقف نفسه من إنجيل والده وكتاب الأناشيد. في عام 1762، التحق بجامعة كونيغسبيرغ -على بعد حوالي 60 ميلًا (100كم) شمال مورينجن- عندما بلغ من العمر 17 عامًا، حيث أصبح تلميذًا لإيمانويل كانت. في الوقت نفسه، أصبح هردر ربيبًا فكريًا لِيوهان جورج هامان، الفيلسوف في كونيغسبيرغ، والذي شكك في مزاعم المنطق الدنيوي المحض.
وقد دفع تأثير هامان على هردر ليقوم بالاعتراف لزوجته في وقت لاحق من حياته قائلًا: «ليس لدي سبب وجيه للغاية، لكن لديّ الكثير من العادات الخصوصية»، ومع ذلك، يستطيع هردر أن يزعم بحقيقة أنه أسس مدرسة جديدة للفكر السياسي الألماني. وعلى الرغم من أنه شخص انطوائي، فقد كان لِهردر تأثير على معاصريه إلى حد كبير. كتب له أحد الأصدقاء في العام 1785، مشيدًا بأعماله قائلًا بأنها «مُلهَمةٌ من الله». عثر المنظرون في مختلف المجالات على الإلهام في أفكار هردر غير المكتملة على نحو مثير للاهتمام.
في عام 1764 كان هردر قد أصبح كاهنًا. ذهب إلى ريغا ليُعلّم. أنتج خلال هذه الفترة أول أعماله الكبرى، والتي كانت نقدًا أدبيًا. في عام 1769، سافر هردر على متن سفينة إلى ميناء نانت الفرنسي وواصل رحلته باتجاه باريس. أسفر عن هذا سردًا لرحلاته بالإضافة إلى تحول في تصوّره الذاتي كمؤلف. بحلول عام 1770، ذهب هردر إلى ستراسبورغ، حيث التقى بالأديب الألماني الشاب يوهان غوته. وقد ثبت أن هذا الحدث كان منعطفًا رئيسيًا في تاريخ الأدب الألماني، حيث استلهم غوته من نقد هردر الأدبي ليطوّر أسلوب نقده الخاص. ويمكن النظر إلى ذلك بأنه بداية حركة العاصفة والإجهاد.
شغل هردر في عام 1771 منصب كبير القساوسة، وواعظًا للبلاط في بيوكهبورج في عهد الحاكم الألماني وليام، كُونْت شاومبورغ لييه.
وبحلول في منتصف سبعينيات القرن الثامن عشر، كان غوته قد أصبح أحد الكُتّاب المعروفين، واستخدم نفوذه في بلاط فايمار ليُعزز مكانة هردر ويضمن حصوله على منصب المشرف العام. انتقل هردر إلى هناك في عام 1776، حيث تحولت نظرته مرة أخرى نحو الكلاسيكية.
أيّد هردر الثورة الفرنسية مع نهاية حياته المهنية، الأمر الذي أكسبه عداوة العديد من زملائه. لكن في الوقت نفسه، واجه هردر وغوته خلافًا شخصيًا. والسبب الآخر لعزلته كان بسبب هجماته غير المقبولة على الفلسفة الكانطية.
في عام 1802، سُمّيَ من قبل الأمير الناخب لبافاريا، والذي أضاف على اسمه الأخير لقب «فون». توفي هردر في فايمار عام 1803 عن عمر يناهز 59 عامًا.

## الأعمال والأفكار
نشر هردر في عام 1772، أطروحة حول أصل اللغة، وذهب إلى أبعد من ذلك في الترويج للغة، أكثر مما قام به سابقًا ليقول: «أيها الألماني، أزل عنك الوحل القبيح لنهر السين، تحدث الألمانية». وضع هردر أسس فقه اللغة المقارنة ضمن التيارات الجديدة للتوقعات السياسية.
استمر خلال هذه الفترة في تطوير نظريته الفريدة الخاصة بعلم الجمال كما في أعماله سابقًا. كان الوقت الذي أنتج فيه غوته أعمالًا مثل آلام فرتر، هو الوقت الذي أُعلن فيه ولادة حركة العاصفة الإجهاد.
كتب هردر مقالًا مهمًا عن شكسبير و(مقتطف من الرسائل المتبادلة عن أوسيان وأغنيات الشعوب القديمة)، نُشر في عام 1773 في بيان إلى جانب مساهمات غوته وَجوستوس موسر. حيث كتب قائلًا: «الشاعر هو الذي يخلق الأمة من حوله، يعطيهم عالمًا ليبصروا به، قابضًا على أرواحهم بين يديه كي يقودهم لقيادتهم إلى هذا العالم».
كان لمثل هذا الشعر بالنسبة لهردر أعظم نقاء وقوة في الأمم قبل أن يصبح العالم متحضرًا، كما يظهر ذلك في العهد القديم وقصائد إيدا وهوميروس. حاول أن يجد مثل هذه الفضائل في الأغنيات الشعبية الألمانية القديمة والشعر والأساطير الإسكندنافية (باللغة النورسية القديمة).
بعد أن أصبح مفوّضًا عامًا في العام 1776، تحوّل هردر في فلسفته نحو الكلاسيكية من جديد، وأنتج أعمالًا مثل معرضه الفلسفي لتاريخ الإنسانية غير المُكتمل بعد، والذي أنتج إلى حد كبير مدرسة الفكر التاريخي. كانت لفلسفة هردر منحىً ذاتيًا عميقًا، مُشددًا فيها على تأثير الظروف المادية والتاريخية على التنمية البشرية، ومؤكدًا على وجوب دخول المرء إلى العصر، وإلى المنطقة، وإلى كل التاريخ، ويشعر بتجربة المرور في كل شيء. يجب أن يكون المؤرخ مُعاصرًا مُجددًا للماضي، وأن يكون التاريخ عِلمًا باعتباره «أداة للروح الوطنية الأصيلة».
منح هردر الألمان فخرًا جديدًا بأصولهم، فعدّل بذلك هيمنة الفن اليوناني (الإحياء الإغريقي) الذي اعتاده المفكرون الآخرون أمثال يوهان يواخيم فينكلمان، وَجوتولد إفرايم ليسينغ. وأشار إلى أنه يتمنى لو أنه وُلد في العصور الوسطى ويفكّر في «أزمنة أباطرة شوابيا»، ألا تستحق هذه الحقبة أن يُلقى على حقيقتها الضوء وفقًا لطريقة التفكير الألمانية؟ وقد ساوى هردر بين الألمان والقوطيين وذلك بفضل ألبرخت دورر، وكل شيء يتعلق بالقوطيّة.
كما هو الحال مع مجال الفن، فقد أعلن على قدْمِ المساواة رسالة وطنية في مجال اللغة. حيث كان في أعلى قائمة المؤلفين الألمان المنبثقين من مارتين أوبتز، الذي كان قد كتب كتابه «أرسطرخس»، باللغة اللاتينية عام 1617، وحثّ الألمان على تمجيد لغتهم التي كانت ولازالت مزدهرة. أحدثت مجموعات هردر الواسعة من الشعر الشعبي صدىً كبيرًا وشعرًا عظيمًا في ألمانيا حول هذا الموضوع المنسيّ.
كان هردر من أوائل المنظرين بإسهامات اللغة في تشكيل الأطر والانماط التي يفكر ويشعر بها كل مجتمع لغوي. كانت اللغة بالنسبة له كلسان حال الفكر. بيد أن كثيرًا ما أسيء تفسير هذا القول. بكل الأحوال، لا يزعم هردر ولا حتى فيلسوف اللغة العظيم، فيلهلم فون همبولت، بأن اللغة من شأنها تحديد الفكر. فاللغة هي وسيلة وتعبير عن قدرة الإنسان الخلّاقة على التفكير مع الآخرين. وبهذا المنطق، عندما يجادل همبولت بأن كل تفكير هو تفكير في اللغة، فإنه يُرسخ تراث هردر. ولكن بالنسبة لِكلا المفكرين تُعتبر الثقافة، واللغة، والتفكير، والشعور، وقبل كل شيء أدب الأفراد والتقاليد الشعبية للناس، هي عبارة تعابير عن مجموعات حرة الروح والأفراد الذين يعبرون عن أنفسهم في الزمان والمكان. بعد قرنين من الزمن، تستمر هذه الأفكار في تحفيز المفكرين، واللغويين، وعلماء الأنثروبولوجيا، وكثيرًا ما كانت تعتبر أساسية لفرضية النسبية اللغوية، وتقاليد الأنثروبولوجيا اللغوية الأمريكية المستوحاة من عالِم الأنثروبولوجيا الألماني فرانز بواس، ومؤخرًا من الأنثروبولوجيّ واللغويّ ديل هايمز.
ركّز هردر على اللغة والتقاليد الثقافية، على اعتبار أنّها الروابط التي تخلق «أمّةً»، حيث امتدت لتشمل الفلكلور، والرقص، والموسيقى والفن، وألهمت كل من الأخوين غريم -جاكوب وَفيلهلم غريم-، في مجموعتهما للقصص الشعبية الألمانية. يزعم بعض المحللين بأن أعظم وارِث لفلسفة هردر اللغوية كان فيلهلم فون همبولت. تكمن مساهمة همبولت الكبيرة بتطوير فكرة هردر بأن اللغة هي «لسان حال الفكر أو أداة الفكر» بأن اللغات في اعتقاده كانت وجهات نظر عالمية محددة؛ وذلك كما يناقشها العالِم الألماني يورغن ترابانت، في محاضرات فيلهلم فون همبولت على موقع مشروع روان للأنثروبولوجيا اللغوية.

## روابط خارجية
- يوهان جوتفريد هردر على موقع الموسوعة البريطانية (الإنجليزية)
- يوهان جوتفريد هردر على موقع ميوزك برينز (الإنجليزية)
- يوهان جوتفريد هردر على موقع إن إن دي بي (الإنجليزية)
- يوهان جوتفريد هردر على موقع ديسكوغز (الإنجليزية)